# Francisc Spielmann
Francisc Spielmann (niem. Franz Spielmann, węg. Ferenc Sárvári, ur. 10 lipca 1916 w Nagyvárad, zm. 21 listopada 1974 w Oradei) – rumuński piłkarz niemieckiego pochodzenia występujący na pozycji napastnika, reprezentant Rumunii (1939–1949) i Węgier (1940–1943).

## Kariera klubowa
Grę w piłkę nożną rozpoczął w wieku 10 lat w szkółce klubu Stăruința Oradea z rodzinnej Oradei. W 1934 roku za namową Francisca Rónaya przeniósł się do CA Oradea, gdzie rozpoczął karierę na poziomie seniorskim w Divizia A. W debiutanckim sezonie 1934/35 zdobył 5 bramek w 11 występach i wywalczył wicemistrzostwo kraju, stając się podstawowym zawodnikiem zespołu. W sezonie 1937/38 w wyniku reorganizacji systemu ligowego spadł z CA Oradea do Divizia B, gdzie grał przez kolejne 1,5 roku. Na początku 1940 roku przeszedł do UD Reșița (Divizia A), dla której rozegrał 14 meczów i strzelił 5 goli. Po przyłączeniu Transylwanii do Węgier na mocy drugiego arbitrażu wiedeńskiego w sierpniu tegoż roku, ze względu na swoje niemieckie pochodzenie powrócił do CA Oradea, która pod nazwą Nagyváradi AC przystąpiła do rozgrywek Nemzeti Bajnokság II. Od sezonu 1941/42 występował z tym klubem na poziomie Nemzeti Bajnokság I. W sezonie 1943/44 wywalczył z Nagyváradi AC mistrzostwo Węgier, które było pierwszym tytułem zdobytym przez zespół spoza Budapesztu od momentu powstania ligi w 1901 roku. On sam z 23 bramkami został najskuteczniejszym zawodnikiem w drużynie i otrzymał wyróżnienia dla najlepszego zawodnika sezonu oraz Piłkarza Roku na Węgrzech.
Z powodu wkroczenia Armii Czerwonej na początku sezonu 1944/45 rozgrywki ligowe zawieszono, do momentu, gdy Transylwania ponownie znalazła się pod administracją Rumunii. Nagyváradi AC pod nazwą Libertatea Oradea rozpoczął grę w rumuńskiej ekstraklasie, począwszy od sezonu 1946/47. Spielmann jako jeden z nielicznych zawodników zdecydował się powrócić do klubu i wziąć udział w jego reaktywacji. W sezonie 1948/49 wywalczył z nim mistrzostwo Rumunii, przez co CA Oradea stała się jedynym obok Rapidu Wiedeń klubem w Europie, który został mistrzem dwóch różnych krajów. Spielmann w 1950 roku opuścił zespół i w latach 1951–1953 występował w macierzystym Metalulu Oradea (wcześniej Stăruința), z którym awansował w 1951 roku do Divizia B. W latach 1954–1955 pracował jako szkoleniowiec tej drużyny. Odszedł ze stanowiska po spadku Metalulu do Divizia C.

## Kariera reprezentacyjna

### Reprezentacja Rumunii
22 października 1939 zadebiutował w reprezentacji Rumunii w zremisowanym 1:1 meczu towarzyskim z Węgrami w Bukareszcie, w którym zdobył bramkę. W latach 1940–1943 z powodu zmian terytorialnych występował w reprezentacji Węgier, powróciwszy do reprezentowania Rumunii w 1945 roku. Łącznie w latach 1939–1949 rozegrał w rumuńskim zespole narodowym 11 spotkań, w których strzelił 4 gole.
Bramki w reprezentacji
| Lp. | Data                 | Miejsce                            | Przeciwnik     | Bramka | Rezultat | Ranga meczu     |
| --- | -------------------- | ---------------------------------- | -------------- | ------ | -------- | --------------- |
| 1.  | 22 października 1939 | Stadionul ONEF, Bukareszt          | Węgry          | 1:1    | 1:1      | Mecz towarzyski |
| 2.  | 19 lipca 1947        | Stadion Wojska Polskiego, Warszawa | Polska         | 1:0    | 2:1      | Mecz towarzyski |
| 3.  | 19 lipca 1947        | Stadion Wojska Polskiego, Warszawa | Polska         | 2:1    | 2:1      | Mecz towarzyski |
| 4.  | 21 września 1947     | Stadionul Giulești, Bukareszt      | Czechosłowacja | 1:3    | 2:6      | Mecz towarzyski |

### Reprezentacja Węgier
W wyniku postanowień drugiego arbitrażu wiedeńskiego rodzinne miasto Spielmanna Oradea zostało przyłączone do Węgier. Zdecydował się on tym samym na występy w reprezentacji tego kraju. Swój debiut zanotował 1 grudnia 1940 w towarzyskim spotkaniu z Włochami w Genui, zakończonym remisem 1:1. 8 grudnia tegoż roku zdobył pierwszą bramkę dla reprezentacji Węgier w meczu przeciwko Chorwacji (1:1) w Zagrzebiu. Ogółem w latach 1940–1943 rozegrał dla węgierskiej drużyny narodowej 7 spotkań i zdobył 3 gole.
| Lp. | Data             | Miejsce                       | Przeciwnik | Bramka | Rezultat | Ranga meczu     |
| --- | ---------------- | ----------------------------- | ---------- | ------ | -------- | --------------- |
| 1.  | 8 grudnia 1940   | Igralište Građanskog, Zagrzeb | Chorwacja  | 1:1    | 1:1      | Mecz towarzyski |
| 2.  | 12 września 1943 | Råsundastadion, Solna         | Szwecja    | 2:2    | 3:2      | Mecz towarzyski |
| 3.  | 15 września 1943 | Stadion Olimpijski, Helsinki  | Finlandia  | 2:0    | 3:0      | Mecz towarzyski |

## Sukcesy

### Zespołowe
Nagyváradi AC / CA Oradea
- mistrzostwo Węgier: 1943/44
- mistrzostwo Rumunii: 1948/49

### Indywidualne
- piłkarz roku na Węgrzech: 1944
- piłkarz sezonu Nemzeti Bajnokság I: 1943/44